# Хипероксалурија
Хипероксалурија је метаболички поремећај који се карактерише повећаним излучивањем оксалне киселине мокраћом.

## Подела
- Хипероксалурија може настати алиментарно, услед уношења веће количине оксалата путем хране.

- Метаболичка хипероксалурија настаје као поремећај у метаболизму глицина. Урођени поремећај настаје услед немогућности превођења оксалне у мрављу киселину због смањене активности ензима оксалат декарбоксилаза. Болест почиње у дечјем узрасту и каракетрише се нагомилавањем калцијум оксалата у разним органима: коштаној сржи, срчаном мишићу (миокарду), бубрезима због чега настаје бубрежни каменац. Он изазива симптоме у виду крварења у мокраћи (хематурија), инфекција уринарног тракта које касније доводи и до бубрежне инсуфицијенције.